# Розриви площин (Годзяцький)
«Розриви площин» — фортепіанна п'єса українського композитора-шістдесятника Віталія Годзяцького, написана у 1963 році. П'єса є одним з найвідоміших творів українського музичного авангарду.
Основними характеристиками п'єси є серійність, пуантилізм та використання великої кількості контрастів. У п'єсі відчувається вплив творчості А. Веберна, К. Штокгаузена (зокрема, твору Klavierstűcke) та І. Стравинського.

## Тема
Джерелом натхнення для написання п'єси став розвиток нуклеарної фізики, зокрема — книги Р. Юнга «Яскравіше, ніж тисячі сонць». Звернення до науки та технічного прогресу є характерним для багатьох музичних творів українського авангарду. «Розриви площин» розповідають історію народження та життєвого циклу матерії, зачіпають атомні закони, рух мікрочастинок матерії та космічні явища.
П'єса складається з семи умовних розділів, кожен з яких відповідає певному етапу перебігу ядерної реакції: «Первозданна матерія», «Вібрації», «Пересічення», «Натяжіння», «Розриви, катаклізми», «Відновлена матерія», «Період розпаду». За словами автора, розрізнені та контрастні мотиви, які в кульмінаційні моменти об'єднуються в одне «звукове полотно», відображають поведінку ядерного ланцюга.
Окрім фізичного значення п'єси, існує також друге трактування: зв'язок звучання із внутрішнім світом людини, її переживаннями, пов'язаними з атомним вибухом або народженням планети.

## Виконання
П'єса була позитивно сприйнята в мистецьких колах і в 60-х була одним з найчастіше виконуваних українських творів цього напряму.
П'єса «Розриви площин» вперше прозвучала в Копенгагені. Подальші концерти відбувалися в США, Лондоні, Москві, Києві. Серед піаністів, які виконували твір у різний час — О. Любимов, Ю. Глущенко, Б. Деменко.
Після закінчення відлиги, в 1970 році Віталія Годзяцького виключили з Спілки композиторів, і в наступні роки його твори, включаючи «Розриви площин», були фактично заборонені до виконання на території СРСР.
За незалежної України «Розриви площин» виконував Євген Громов та Антоній Баришевський.